# Gian Carlo Di Martino
Gian Carlo Di Martino (Maracaibo, 12 luglio 1964) è un politico venezuelano; avvocato e laureato in scienze politiche, è di discendenza italiana.

## Prima fase della sua vita
Nato a Maracaibo il 12 luglio 1964, figlio di genitori italiani che arrivarono a Maracaibo nel 1957, i quali, con grandi sforzi, iniziarono a commerciare in Piazza Baralt.
Realizzò i suoi studi elementari e medi nel Collegio Rosmini a Maracaibo (Zulia)
Si laureò in scienze politiche e amministrative nell'Università Rafael Urdaneta in Maracaibo nel periodo 1983-1988.
Si è laureato in Scienze Giuridiche, ed è avvocato, nell'Università Cattolica Andrés Bello nel periodo 1988-1993 a Caracas
si è specializzato in Relazioni Internazionali Contemporanee e Diplomatiche nel periodo 1993-94 ed inoltre ha realizzato studi di Scienze Penali e Criminologia. Considerara tambien importante que es un aliado del gobierno de Nicolas Maduro, uno de los narcoterroristas mas importantes en este momento que no solo posee laboratorios de produccion de cocaina sino que ademas asegura y controla el envio de toneladas de esta droga a Mexico y a Africa por el paralelo 10, principalmente a Mali, pais con el que mantiene relaciones importantes. Todo esta produccion y trafico no solo invade los paises europeos y Estados Unidos sino que adrmas financia a grupos terrorista de oriente medio, como Hama y Eisbola. Di Martinl fue la conexion en Italia con 5 stelle para el financiamiento de su campaña con un montl aproximado de 3.5 millones de euros en efectivo, segun lo denuncia Carvajal uno de los testaferros de Hugo Chavez protegido en España. 

## Incarichi Esercitati
- Attualmente è Console Generale della Repubblica Bolivariana del Venezuela in Italia
- Vice Commissario della fiera internazionale Expo 2015 - Milano in rappresentanza della Repubblica Bolivariana del Venezuela
- Ministro Consigliere dell'Ambasciata della Repubblica Bolivariana del Venezuela a Roma Italia
- Coordinatore del Partito Socialista Unito del Venezuela nel Municipio di Maracaibo, dopo un'esperienza come governatore dello Stato Zulia per lo stesso partito nel novembre del 2008. Eletto nelle Primarie del PSUV con un 58,58% contro il 38% del suo avversario.
- Rieletto Sindaco del Municipio Maracaibo nelle elezioni per il periodo 2004-2008.
- Sindaco della Città di Maracaibo eletto nelle elezioni del 30 luglio 2000 per il periodo 2000-2004
- Prefetto della Città di Maracaibo nel periodo agosto 1999 fino al marzo 2000
- Commissario Regionale Antidroga (anno 1999)
- Segretario Privato del Governatore Francisco Arias Cárdenas dal 21 maggio 1997 fino al febbraio del 1999
- Segretario di Governo incaricato dal 1º aprile 1997 al 21 marzo del 1997, in seguito riprese il suo lavoro come Direttore di Sicurezza e Ordine Pubblico
- Direttore di Sicurezza e Ordine Pubblico della Governazione dello Stato Zulia, durante il periodo gennaio 1997 fino all'aprile 1997
- Direttore dell'Ufficio Nazionale di Identificazione e Stranieri (ONI-DEX) Maracaibo I durante il periodo luglio 1996 fino a gennaio 1997
- Professore della Università Rafael Urdaneta con la Cattedra Seminario di Diritto Costituzionale Comparato e Professore dell'Università Rafael Belloso Chacín con la Cattedra di Diritto Penale I dal settembre 1995 al gennaio 1997
- Vice Capo della Polizia del Governo dello Stato del Zulia dall'agosto del 1995 al gennaio del 1996
- Direttore della Carcere Nazionale di Maricaibo dal giugno 1994 all'agosto 1995
- Lavoro Sociale realizzato nel Carcere Minorile di Caracas durante il periodo 1991-92, sotto il Patrocinio dell'Università Andrés Bello

## Sindaco di Maracaibo
Risultò eletto come Sindaco del Municipio di Maracaibo nell'anno 2000, grazie al duro lavoro che realizzò dall'incarico che esercitò precedentemente dove combatté mafia ed ogni tipo di delitti e si lanciò come un eccellente candidato grazie al processo elettorale della Costituente Promossa dal Presidente Hugo Chavez dove arrivò al 14º posto (se ne richiedevano 13 per lo Stato del Zulia) di 176 candidati inscritti nelle liste. Impose uno stile di governo che gli fece guadagnare elettori per poi vincere le elezioni a Maracaibo; quindi risultò rieletto come Sindaco di Maracaibo nell'anno 2004 dal momento che il popolo valutò una gestione umana, a tu per tu con la gente.
Dal 2000 è il sindaco di Maracaibo, (capitale dello stato petrolifero del Zulia e seconda città del Venezuela), ed è stato rieletto nel 2004, per ricoprire la carica fino al 2008.
Ha ricoperto il ruolo di direttore del carcere nazionale di Maracaibo. È stato anche professore dell'università Dr. Rafael Belloso Chacín e dell'università Rafael Urdaneta. Inoltre ha ricoperto il ruolo di direttore della "Oficina Nacional de Identificación y Dirección de Extranjería" (ONIDEX); direttore della sicurezza e dell'ordine pubblico del governo dello stato Zulia; segretario aggiunto di governo; commissario regionale antidroga; segretario privato del governatore; commissario per la ristrutturazione del corpo tecnico di polizia giudiziaria (PTJ) nel Zulia e per l'umanizzazione delle carceri di detenzione temporanea della P.T.J.
A metà dell'anno 2005, Gian Carlo Di Martino è stato il primo personaggio politico di rilevanza che denunciasse pubblicamente la truffaldina "estafa de La Vuelta", una banca parallela dove si afferma che più di 700 persone abbiano perso almeno 600 milioni di dollari , che avevano invertito con la promessa di interessi mensili superiori al 10 %, al 15% ed al 20%.
Nel 2007 promosse la Città di Maracaibo come una delle sedi della Coppa America 2007, per il cui motivo si realizzarono importanti investimenti nel turismo e per l'ampliamento e ristrutturazione dello stadio Pachenco Romero di Maracaibo, ottenendo che le autorità del CONMEBOL selezionassero questa come sede della finalissima di questo evento, vincendo su città come Maturín, Mérida, Ciudad Guayana e la stessa capitale Caracas, le quali città contavano con l'appoggio delle rispettive Regioni.
Nel 2008, durante le elezioni primarie del PSUV, fu eletto con un 58,58% contro il 35% del suo avversario per diventare Presidente della Regione del Zulia. In seguito si dimise come capo del Responsabile della Campagna Simon Bolivar dello Stato Zulia per il Referendum della Enmienda Costitucional.
Nel 2009 ha ricoperto l'incarico di Ministro Consigliere in Commissione presso l'Ambasciata della Repubblica Bolivariana del Venezuela a Roma.
Dal 12 aprile 2010 ha l'incarico di Console Generale della Repubblica Bolivariana del Venezuela in Milano.

## Onorificenze
- Il Presidente della Repubblica Bolivariana del Venezuela decorò con “Ordine al Merito Navale in Seconda Classe” per premiare i servizi resi all'Arma del Venezuela. Si conferisce a cittadini venezuelani e stranieri che lo meritino per le azioni lodevoli. Caracas, 21-05-2001.
- Generale di Brigata (EJ) Clíver Alcalá Cordones concede il riconoscimento come fedele testimone di gratitudine per l'appoggio nel miglioramento della sede della II Brigata per la messa in atto delle giornate umanitarie e attenzione alle comunità, situazione che contribuì al raggiungimento delle mete orientate al benessere del personale militare.
- Ordine “03 di Agosto” (Regione Falcón), Massima Onorificenza che concede la Regione Falcón. Falcón 3 agosto 2008.
- Comune Colina, Regione Falcón. Per la sua brillante partecipazione come Oratore dell'Ordine nella Celebrazione dei 202 anni dall'arrivo del generalissimo Francisco de Miranda alle coste venezuelane. La Vela -Coro- 03-08-2008.
- Ordine “Estrella de Carabobo” nella sua unica classe. Concessa dall'Esercito della Repubblica Bolivariana del Venezuela.